# マット・ハミル

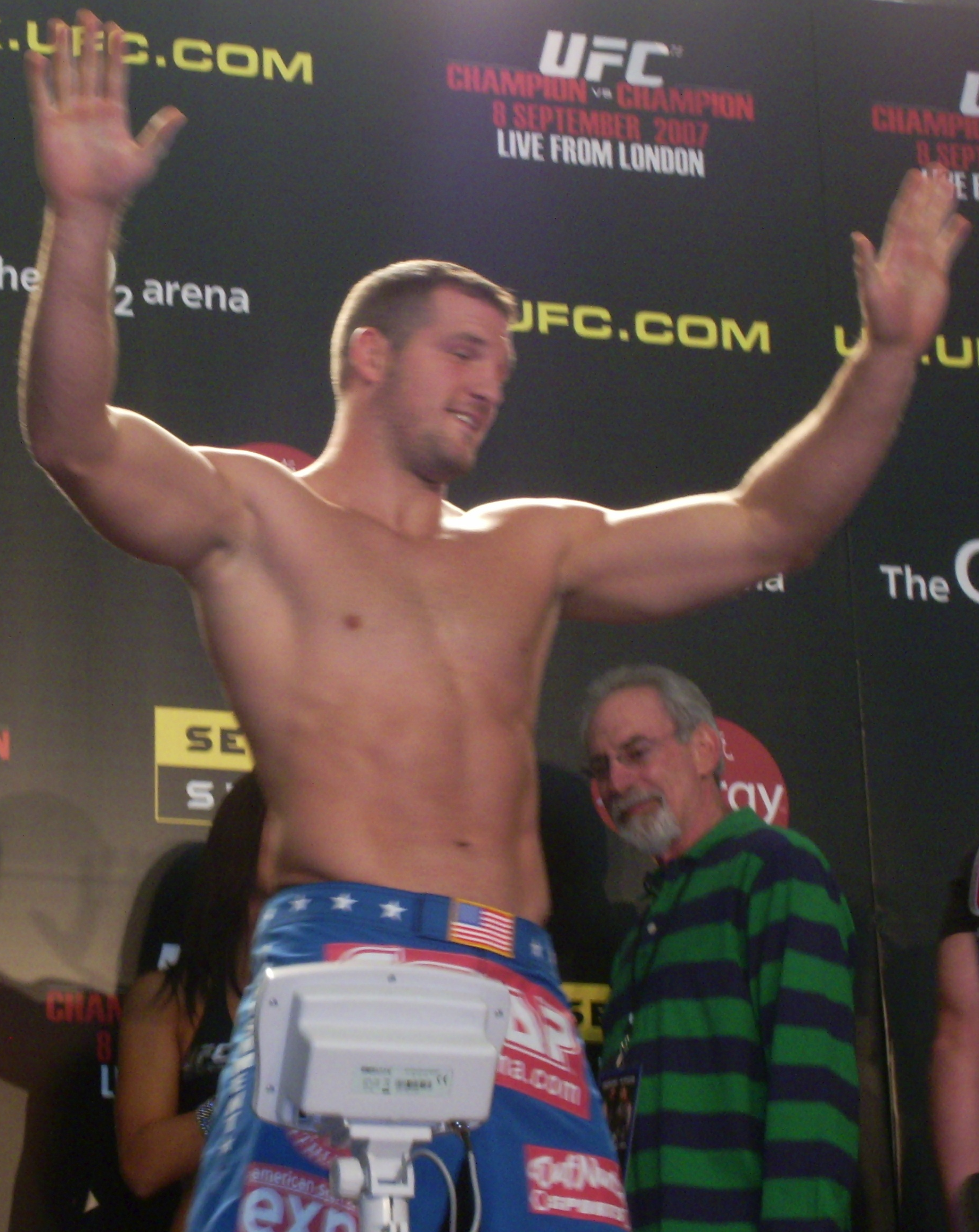
計量でのハミル

マット・ハミル（Matt Hamill、1976年10月5日 - ）は、アメリカ合衆国の男性総合格闘家。オハイオ州ラブランド出身。チーム・パニッシュメント所属。
生まれつき聴覚障害を持っており、ラウンド間のインターバルでは手話でセコンドの指示を受ける。

## 来歴
ロチェスター工科大学在学時にレスリングのNCAAディヴィジョン3で3度の優勝を果たした。またデフリンピックでも1997年大会（コペンハーゲン）ではフリースタイル、グレコローマンの両部門で優勝、2001年大会（ローマ）でもフリースタイル優勝、グレコローマン準優勝の実績を残した。

### TUF
2006年、UFCのリアリティ番組「The Ultimate Fighter」のシーズン3に参加、ティト・オーティズのチームに所属しマイク・ニッケルズに勝利するも負傷でシーズンから離脱した。6月24日のフィナーレではジェシー・フォーブスにTKO勝利を収めた。

### UFC
2007年9月8日、UFC 75でマイケル・ビスピンと対戦し、1-2の判定負けを喫した。
2008年9月6日、UFC 88でリッチ・フランクリンと対戦し、3ラウンドにTKO負けを喫した。12月27日のUFC 92ではリース・アンディにTKOで勝利した。
2009年3月7日、UFC 96でマーク・ムニョスと対戦し、右ハイキックでKO勝ち。ノックアウト・オブ・ザ・ナイトを受賞した。
2009年12月5日、The Ultimate Fighter: Heavyweights Finaleでジョン・ジョーンズと対戦。劣勢を強いられたが、マウントポジションを取られた際にジョーンズの垂直に落とす肘打ちを顔面に2発受けて続行不能となり、ジョーンズに反則で失格負けが宣告された。
2010年6月19日、The Ultimate Fighter: Team Liddell vs. Team Ortiz Finaleでキース・ジャーディンと対戦し、2-0の判定勝ち。ファイト・オブ・ザ・ナイトを受賞した。
2010年10月23日、UFC 121でティト・オーティズと対戦し、3-0の判定勝ち。UFC5連勝となった。
2011年8月6日、UFC 133でアレクサンダー・グスタフソンと対戦し、パウンドでTKO負け。自身の公式サイトで引退を表明した。
2013年10月9日、UFC Fight Night: Maia vs. Shieldsでチアゴ・シウバと対戦し、0-3の判定負け。

### WSOF
2015年10月17日、WSOF初参戦となったWSOF 24でヴィニシウス・マガリャエスと対戦し、膝十字固めで一本負けを喫した。

## 戦績
| 総合格闘技 戦績 | 総合格闘技 戦績 | 総合格闘技 戦績 | 総合格闘技 戦績 | 総合格闘技 戦績 | 総合格闘技 戦績 | 総合格闘技 戦績 |
| --------------- | --------------- | --------------- | --------------- | --------------- | --------------- | --------------- |
| 21 試合         | (T)KO           | 一本            | 判定            | その他          | 引き分け        | 無効試合        |
| 13 勝           | 7               | 0               | 5               | 1               | 0               | 0               |
| 8 敗            | 4               | 1               | 3               | 0               | 0               | 0               |

| 勝敗 | 対戦相手                             | 試合結果                         | 大会名                                                   | 開催年月日     |
| ○    | クリス・バーチュラー                 | 5分3R終了 判定2-1                | Maverick MMA 6                                           | 2018年4月14日  |
| ○    | ルイス・カーニ                       | 1R 0:38 KO（パンチ連打）         | Fight 2 Night                                            | 2017年4月28日  |
| ×    | ジュリアン・マルケス                 | 1R 1:22 TKO（パンチ連打）        | Combate Americas: Empire Rising                          | 2016年10月14日 |
| ×    | ソクジュ                             | 1R 0:37 KO（パンチ連打）         | Venator FC 3: Palhares vs. Meek                          | 2016年5月21日  |
| ×    | ヴィニシウス・マガリャエス           | 1R 1:08 膝十字固め               | WSOF 24: Fitch vs. Okami                                 | 2015年10月17日 |
| ×    | チアゴ・シウバ                       | 5分3R終了 判定0-3                | UFC Fight Night: Maia vs. Shields                        | 2013年10月9日  |
| ○    | ロジャー・ホレット                   | 5分3R終了 判定3-0                | UFC 152: Jones vs. Belfort                               | 2012年9月22日  |
| ×    | アレクサンダー・グスタフソン         | 2R 3:41 TKO（パウンド）          | UFC 133: Evans vs. Ortiz                                 | 2011年8月6日   |
| ×    | クイントン・"ランペイジ"・ジャクソン | 5分3R終了 判定0-3                | UFC 130: Rampage vs. Hamill                              | 2011年5月28日  |
| ○    | ティト・オーティズ                   | 5分3R終了 判定3-0                | UFC 121: Lesnar vs. Velasquez                            | 2010年10月23日 |
| ○    | キース・ジャーディン                 | 5分3R終了 判定2-0                | The Ultimate Fighter: Team Liddell vs. Team Ortiz Finale | 2010年6月19日  |
| ○    | ジョン・ジョーンズ                   | 1R 4:14 失格（垂直方向の肘打ち） | The Ultimate Fighter: Heavyweights Finale                | 2009年12月5日  |
| ○    | マーク・ムニョス                     | 1R 3:53 KO（右ハイキック）       | UFC 96: Jackson vs. Jardine                              | 2009年3月7日   |
| ○    | リース・アンディ                     | 2R 2:19 TKO（マウントパンチ）    | UFC 92: The Ultimate 2008                                | 2008年12月27日 |
| ×    | リッチ・フランクリン                 | 3R 0:39 TKO（左ミドルキック）    | UFC 88: Breakthrough                                     | 2008年9月6日   |
| ○    | ティム・ボッシュ                     | 2R 1:25 TKO（マウントパンチ）    | UFC Fight Night: Florian vs. Lauzon                      | 2008年4月2日   |
| ×    | マイケル・ビスピン                   | 5分3R終了 判定1-2                | UFC 75: Champion vs. Champion                            | 2007年9月8日   |
| ○    | レックス・ホルマン                   | 1R 4:00 TKO（パウンド）          | UFC 68: The Uprising                                     | 2007年3月3日   |
| ○    | セス・ペトルゼリ                     | 5分3R終了 判定3-0                | Ortiz vs. Shamrock 3: The Final Chapter                  | 2006年10月10日 |
| ○    | ジェシー・フォーブス                 | 1R 4:47 TKO（パウンド）          | The Ultimate Fighter 3 Finale                            | 2006年6月24日  |
| ○    | ロバート・ヒッテ                     | 1R 1:52 TKO（パンチ連打）        | XFO 7: Outdoor War                                       | 2005年8月27日  |

## 表彰
- ブラジリアン柔術 紫帯
- UFC ファイト・オブ・ザ・ナイト（2回）
- UFC ノックアウト・オブ・ザ・ナイト（1回）

## 出演
- The Hammer（2010年）